# VIIe siècle en science
VIe siècle en science - VIIe siècle - VIIIe siècle en science
Chronologie de la science
Cet article concerne les événements concernant les sciences et les techniques qui se sont déroulés durant le VIIe siècle :

## Événements
- Vers 600 : un calendrier luni-solaire inspiré du calendrier chinois est établi au Japon grâce à l'enseignement d'un moine bouddhiste de Paekche, Kwal Leuk (en japonais Kanroku), arrivé en 602[1].
- 624 : création en Chine du statut du Corps médical qui supervise les études de médecine et organise la recherche[2].

- Vers 632-647 : construction du Cheomseongdae, observatoire astronomique, à Gyeongju, capitale du Silla (aujourd'hui en Corée du Sud)[3].
- 643 : première mention du chaturanga, ancêtre du jeu d'échecs, en Inde[4].

- 644 : selon Mas’udi, l’assassin du calife Omar, un esclave iranien, prétend avoir les connaissances nécessaires à la construction de moulins à vent, dont ce serait la première mention[5].
- Vers 650 : invention de la poudre noire en Chine, dont la première formule est donnée en 1044 dans le Wujing Zongyao[6].
- 659 : mention de l'amalgame dentaire sous le nom de « pâte d'argent » dans la Matière médicale de Su Jing[7].
- 674 : les Byzantins utilisent le feu grégeois pendant le siège de Constantinople par les Arabes[8].

## Publications
- Vers 600 : Alexandre de Tralles (525-605) édite son Traité sur la thérapeutique et la pathologie des maladies internes.
- 628 : en Inde, le mathématicien Brahmagupta publie le Brahmasphutasiddhanta. Il fixe les règles du calcul avec le zéro et des nombres négatifs[9] et découvre la loi de la gravitation[10].
- 629 : le mathématicien indien Bhāskara I publie un commentaire de l'ouvrage d'Aryabhata, l'Āryabhaṭīya[11].
- 659 : Su Jing (Su Gong) publie le Xinxiu bencao, Nouvelle matière médicale, première pharmacopée officielle chinoise[12].
- 665 : Brahmagupta : Khandakhâdyaka, traité d'astronomie et de mathématique.